# Ride a Crooked Trail
Ride a Crooked Trail (bra: A Rota dos Proscritos) é um filme estadunidense de 1958 do gênero faroeste, dirigido por Jesse Hibbs e estrelado por Audie Murphy e Gia Scala.
Acima da média, o filme é enriquecido pela presença de Walter Matthau, que rouba a cena no papel de um juiz beberrão.

## Elenco
| Ator/Atriz     | Personagem     |
| -------------- | -------------- |
| Audie Murphy   | Joe Maybe      |
| Gia Scala      | Tessa Milotte  |
| Walter Matthau | Juiz Kyle      |
| Henry Silva    | Sam Teeler     |
| Joanna Moore   | Little Brandy  |
| Eddie Little   | Jimmy          |
| Mary Field     | Senhora Curtis |
| Leo Gordon     | Sam Mason      |
| Mort Mills     | Pecos          |